# Sunbeam 1000 hp
Der Sunbeam 1000 HP Mystery, auch The Slug ‚Schnecke‘, ist ein Rennwagen, der von Sunbeam in Wolverhampton in England gebaut wurde um einen Landgeschwindigkeitsrekord aufzustellen. Es war das erste vierrädrige Motorfahrzeug, das eine Geschwindigkeit über 200 Meilen pro Stunde erreichte.

## Technik
Das Auto wurde von zwei hintereinander angeordneten Zwölfzylinder-Flugzeugmotoren mit je 450 PS angetrieben, wobei ein Motor vor, der andere hinter dem Cockpit angeordnet war. Die Bohrung betrug 122 mm und der Hub 160 mm. Jeder Motor hatte 22.444 cm³ Hubraum. Insgesamt somit 44.888 cm³ Gesamthubraum. Obwohl die tatsächliche Leistung des Autos nur 900 PS betrug, gefiel vermutlich den Direktoren von Sunbeam die Bezeichnung mit 1000 HP besser. Der Benzinverbrauch lag bei über 18 l/min. Das Getriebe hatte nur drei Übersetzungen, die den Fahrgeschwindigkeiten 147 km/h, 250 km/h und 385 km/h entsprachen. Die Kraft wurde über Kardanwellen und Ketten auf die Räder übertragen.

## Rekordversuch
Das Auto wurde vom Rennfahrer Henry Segrave gefahren. Er rechnete mit 3,5 km Anlaufstrecke und 6,5 km Auslaufstrecke, die ganze Bahn musste somit etwa 15 km lang sein. In Europa stand kein geeigneter Ort für den Rekordversuch zur Verfügung, weshalb der Wagen nach Jacksonville im Bundesstaat Florida in den Vereinigten Staaten verschifft wurde. Der Rekordversuch sollte auf der Rennstrecke entlang des Sandstrandes in Daytona Beach ausgeführt werden. Bei der ersten Fahrt wurden 176 mph (283 km/h) erreicht, doch dann verklemmte sich die Schaltgabel im Getriebe, was vier Tage Reparaturarbeiten nötig machte, um den Schaden zu beheben. Am 29. März 1927 sollte der Rekordversuch gefahren werden. Es fanden sich 30.000 Zuschauer auf den angrenzenden Sanddünen ein. Bei der ersten Fahrt wurden die 200 mph wieder nicht erreicht. Der Wind machte Probleme und die Reifen wurden gewechselt. Bei den beiden offiziellen Fahrten wurden 200,668 und 207,015 mph erreicht, was gemittelt den offiziellen Geschwindigkeitsrekord über eine Meile von 203,79 mph (327,97 km/h) ergab.

## Verbleib

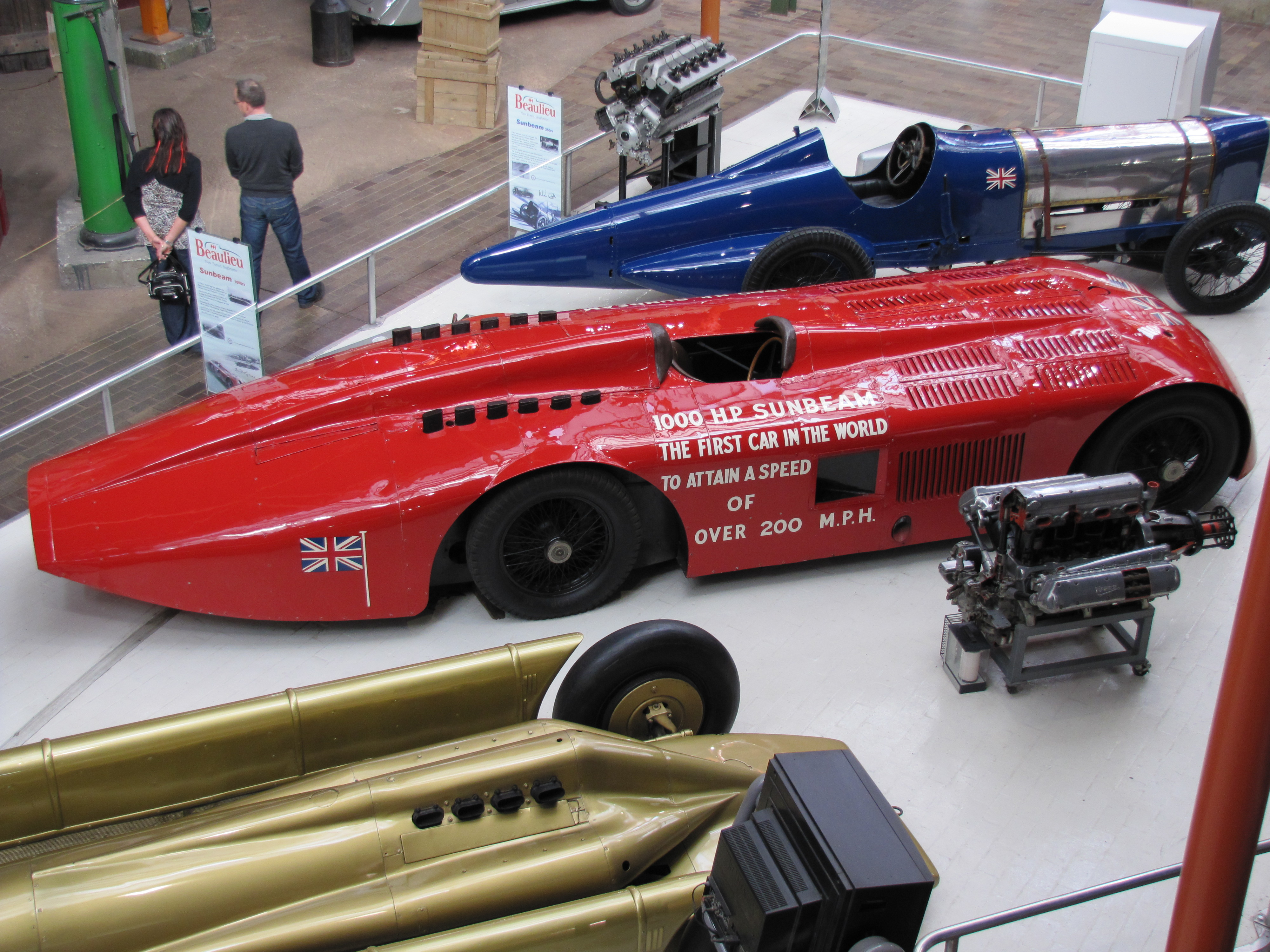
1000 HP ausgestellt in Beaulieu

Der Wagen ist im Besitz des National Motor Museum Trust und ist im National Motor Museum in Beaulieu in England ausgestellt.